# JL-3

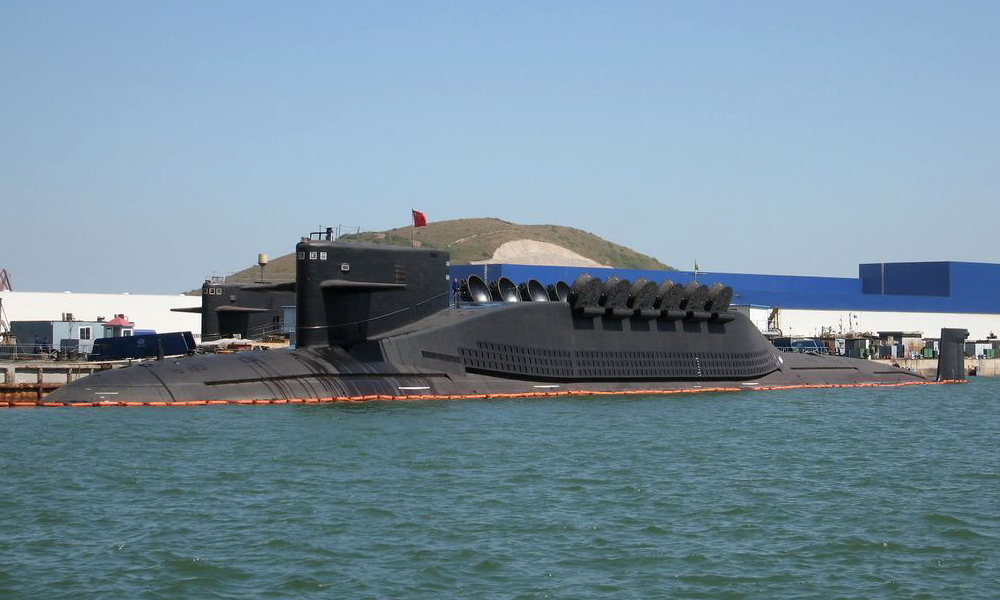
094형 잠수함

JL-3은 중국 해군의 SLBM이다. JL-2C, 쥐랑 3호라고도 불린다.

## 역사
DF-41 지상형 ICBM을 잠수함 버전으로 개량한 것이다. 094형 잠수함의 후속함인 096형 잠수함에 탑재될 계획이다. 096형 잠수함은 2020년 이후에 건조될 계획이다.
2018년 7월 5일, 중국 정부가 보하이 만 해역을 항행 금지구역으로 설정했다. JL-3 시험발사를 한 것으로 보인다.
2018년 11월 말, 잠수함에서 최초 시험발사에 성공했다.
2019년 6월 2일, 오전 2시 30분부터 정오까지 보하이 만 일대를 항행 금지 구역으로 설정해 선박 통행을 제한했다. 항행 금지 공고는 통행 제한을 불과 3분 앞둔 오전 2시 27분에 갑작스럽게 이뤄졌다. 094형 잠수함에서 JL-3 시험발사를 한 것으로 보인다.
중국은 공개적인 핵무기 정책으로 핵선제공격인 제1격은 포기하고, 핵보복공격인 제2격만을 선언하고 있다. 제1격은 지상배치형 ICBM, 제2격은 잠수함용 SLBM이 주된 무기체계이다. 즉 JL-3가 중국군의 핵심적인 핵무기가 될 것으로 추측된다. JL-2는 사거리가 짧아서 먼 바다로 나가기 전에는 미국 뉴욕을 타격할 수 없었다. JL-3는 보하이 만에서 발사해서 곧바로 뉴욕까지 도달한다.

## 비교
- JL-1. 무게 15톤, 사거리 2,000 km
- JL-2. 무게 42톤, 사거리 8,000 km, MIRV 다탄두 3발
- JL-3. 무게 60톤, 사거리 12,000 km, MIRV 다탄두 10발

## 미국

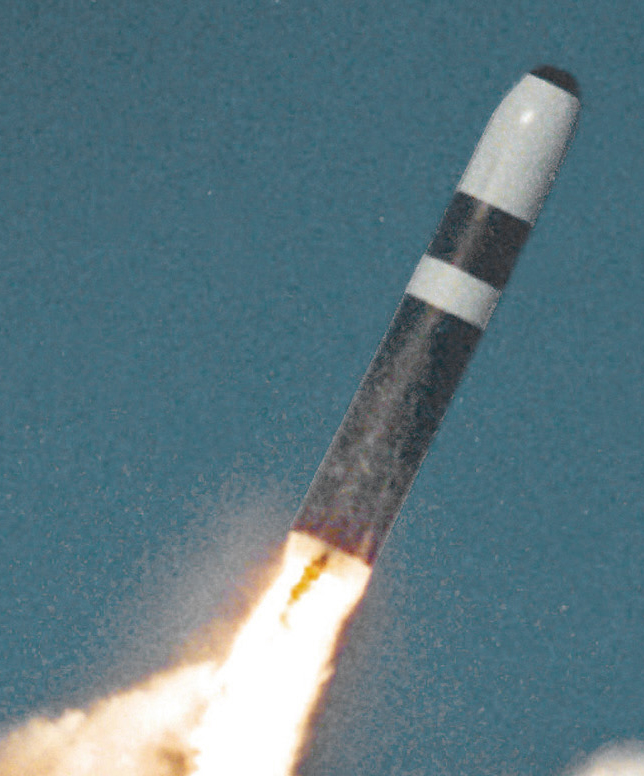
미국의 트라이던트 II SLBM

유명한 미국 해군의 트라이던트 미사일이 무게 60톤, 사거리 12,000 km인 SLBM인데, 쥐랑 3호도 무게 60톤, 사거리 12,000 km인 SLBM이라고 한다. 즉, 쥐랑 3호는 "중국판 트라이던트 미사일"이라고 할 수 있다.